# Gustavo Eriksson de Suecia

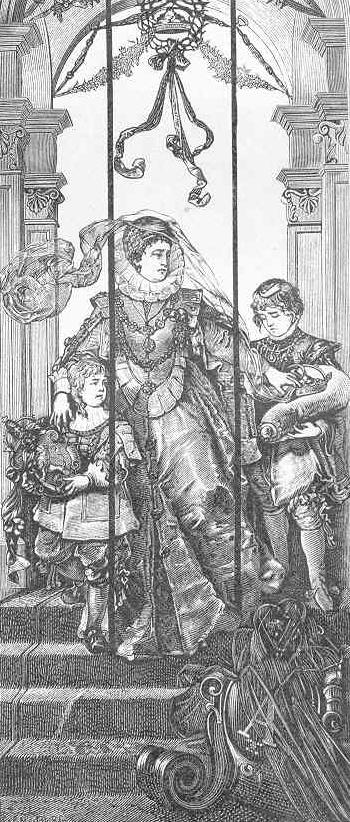
Karin Månsdotter deponiendo la corona real junto a sus hijos, Sigrid y Gustavo. Detalle de un vitral de la década de 1870 en la catedral de Turku, obra de Wladimir Swertschkoff.

Gustavo de Suecia o Gustavo Eriksson (Nyköping, 28 de enero de 1568-Kashin, 22 de febrero de 1607) fue un príncipe heredero de Suecia, hijo del rey Erico XIV de Suecia y de Karin Månsdotter.

## Biografía
Nació seis meses después del matrimonio que en secreto celebraron sus padres en 1567, y fue desde su nacimiento el heredero de la corona de Suecia. En septiembre de 1568, su padre fue derrocado por una rebelión. Su tío, el nuevo rey Juan III de Suecia, ordenó mantener prisionera a toda la familia. En 1573, Gustavo, su madre y sus hermanos fueron separados de Erico XIV y trasladados a una especie de arresto domiciliario en el castillo de Åbo, en Finlandia.
Gustavo sólo permaneció junto a su familia en Åbo hasta 1575, cuando fue separado de ella por órdenes de Juan III, quien veía en el niño un posible opositor en el trono, pues éste era apoyado por los seguidores del depuesto rey Erico XIV. Juan III, que mantenía buena relación con Polonia y la religión católica, envió a Gustavo a ese país, donde permanecería bajo la tutela de los jesuitas. Educado en la fe católica, estudió en Brunsberga, Toruń y Vilna. 
En 1586 estuvo en Roma, y se dice que vivió posteriormente en Moravia y en Silesia bajo la protección del emperador Rodolfo II, y después nuevamente en Polonia. Mantuvo una buena relación con su primo, el rey Segismundo III de Polonia. 
Llevó una vida llena de necesidades económicas, y llegó a emplearse como mercenario. Se dice que en Cracovia volvió a ver a su madre doce años después de haberse separado de ella, y una vez más, esta sí confirmada, en Reval, en 1595. Gustavo ya no hablaba sueco y aunque su madre trató de ayudarlo económicamente, nunca más se volvieron a ver.
En 1600, abandonó su residencia en Polonia para irse a vivir a Rusia. El zar Iván IV había entablado contacto con él para apoyarlo políticamente en una eventual lucha por el trono sueco y al mismo tiempo hacer realidad los planes expansionistas rusos en el Báltico. Finalmente Gustavo llegó a Moscú para el matrimonio con la hija del zar Borís Godunov, la zarevna Ksenia. Pero los moscovitas se sintieron insultados por su  conducta: Gustavo llevó consigo a Rusia a su amante, Brita Persson Karth, y sus 4 hijos. Por ello, los compromisos fueron anulados.
Por órdenes del zar Gustavo fue enviado de Moscú, pero como compensación recibió el principado de Úglich con sus beneficios, donde tenía que vivir en destierro. 
En 1605, recuperó brevemente la libertad, pero nuevamente fue hecho prisionero bajo el mandato del impostor Dimitri I. Cuando este último fue derrocado, Gustavo fue liberado definitivamente. Poco después, Gustavo falleció en la pequeña localidad rusa de Kashin.

## Obras literarias
La triste vida del príncipe Gustavo fue abordada por Lorenzo Hammarsköld en el drama Príncipe Gustavo (1812), y por Johan Börjesson en el drama El hijo de Erik XIV (1847). 